# روبية زنجبارية
الروبية الزنجبارية هي عملة لزنجبار من عام 1908 نهاية عام 1935. وقد تم تقسيمها إلى 100 سنت. وقد تم استبدالها في عهد السلطان علي بن حمود.

## التاريخ
استبدلت الروبية مكان الريال الزنجباري بقيمة ⅛2 روبية = 1 ريال وهي تعادل الروبية الهندية، وهي أيضا كانت تستخدم كعملة متداولة. واستمرت الروبية الزنجبارية مساوية للروبية الهندية حتى نهاية 1 يناير 1936 عندما استبدلت بالشلن الأفريقي وبقيمة ½1 شلن شرق أفريقي= 1 روبية زنجبارية.

## النقود
بدأ استخدام النقود البرونزية عام 1908 بجميع الفئات من 1 و 10 سنت، وعم النيكل في 20 سنت. لايوجد عملات أخرى تم اصدارها.

## النقود الورقية
اصدرت حكومة زنجبار العملات الورقية عام 1908 وهي من فئة 5 و 10 و 20 و50 و 100 و 500 روبية، وقد اضيف 1 روبية عام 1920. واستمر إصدار الورق حتى عام 1928. وتلك العملات الورقية نادرة جدا. فحتى الكتالوجات العالمية للنقود اصدرت تقريرا بأن عملة من فئة 100 روبية إصدار عام 1916 وبحالة جيدة جدا قد بيعت في مزاد بمبلغ وقدره 7360$ عام 1960.